# Copelatus andrewesi
Copelatus andrewesi es una especie de escarabajo buceador del género Copelatus, de la subfamilia Copelatinae, perteneciente a la familia Dytiscidae. Fue descrito por J. Balfour-Browne en 1939.